# Mauléon (Deux-Sèvres)
Pour les articles homonymes, voir Mauléon.
Mauléon, également appelée Mauléon-Bocage, est une commune du centre-ouest de la France située dans le département des Deux-Sèvres en région Nouvelle-Aquitaine. Elle a obtenu le label Village étape en 2016.

## Géographie

### Localisation
Mauléon est située sur la RN 249 (E 62), à vingt minutes par la route de Cholet et de Bressuire, à l'extrême nord-ouest du département des Deux-Sèvres. Elle est limitrophe de la région Pays de la Loire par les départements de la Vendée et du Maine-et-Loire.
Commune très étendue des Deux-Sèvres, Mauléon est limitrophe de treize autres communes, dont quatre en Maine-et-Loire et trois en Vendée.
| La Tessoualle (Maine-et-Loire), Cholet (Maine-et-Loire), Mortagne-sur-Sèvre (Vendée), Saint-Laurent-sur-Sèvre (Vendée) | Saint-Pierre-des-Échaubrognes | Yzernay (Maine-et-Loire), Les Cerqueux (Maine-et-Loire) |
| Treize-Vents (Vendée)                                                                                                  | Mauléon                       | Nueil-les-Aubiers                                       |
| Saint-Amand-sur-Sèvre                                                                                                  | La Petite-Boissière           | Le Pin, Combrand                                        |

### Climat
Pour des articles plus généraux, voir Climat de la Nouvelle-Aquitaine et Climat des Deux-Sèvres.
Historiquement, la commune est exposée à un climat océanique du nord-ouest.
En 2020, Météo-France publie une typologie des climats de la France métropolitaine dans laquelle la commune est exposée à un climat océanique et est dans la région climatique « Bretagne orientale et méridionale, Pays nantais, Vendée » et « Moyenne vallée de la Loire »0.
Pour la période 1971-2000, la température annuelle moyenne est de 11,3 °C, avec une amplitude thermique annuelle de 14,4 °C. Le cumul annuel moyen de précipitations est de 858 mm, avec 12,6 jours de précipitations en janvier et 6,9 jours en juillet. Pour la période 1991-2020, la température moyenne annuelle observée sur la station météorologique la plus proche, située sur la commune de Nueil-les-Aubiers à 12 km à vol d'oiseau, est de 12,0 °C et le cumul annuel moyen de précipitations est de 812,2 mm,. Pour l'avenir, les paramètres climatiques de la commune estimés pour 2050 selon différents scénarios d’émission de gaz à effet de serre sont consultables sur un site dédié publié par Météo-France en novembre 2022.

## Urbanisme

### Typologie
Au 1er janvier 2024, Mauléon est catégorisée bourg rural, selon la nouvelle grille communale de densité à sept niveaux définie par l'Insee en 2022.
Elle appartient à l'unité urbaine de Mauléon, une unité urbaine monocommunale constituant une ville isolée,. Par ailleurs la commune fait partie de l'aire d'attraction de Cholet, dont elle est une commune de la couronne,. Cette aire, qui regroupe 26 communes, est catégorisée dans les aires de 50 000 à moins de 200 000 habitants,.

### Occupation des sols
L'occupation des sols de la commune, telle qu'elle ressort de la base de données européenne d’occupation biophysique des sols Corine Land Cover (CLC), est marquée par l'importance des territoires agricoles (90,7 % en 2018), en diminution par rapport à 1990 (91,7 %). La répartition détaillée en 2018 est la suivante : 
prairies (35,4 %), terres arables (30,7 %), zones agricoles hétérogènes (24,6 %), zones urbanisées (4,3 %), forêts (4,2 %), zones industrielles ou commerciales et réseaux de communication (0,4 %), espaces verts artificialisés, non agricoles (0,4 %). L'évolution de l’occupation des sols de la commune et de ses infrastructures peut être observée sur les différentes représentations cartographiques du territoire : la carte de Cassini (XVIIIe siècle), la carte d'état-major (1820-1866) et les cartes ou photos aériennes de l'IGN pour la période actuelle (1950 à aujourd'hui).

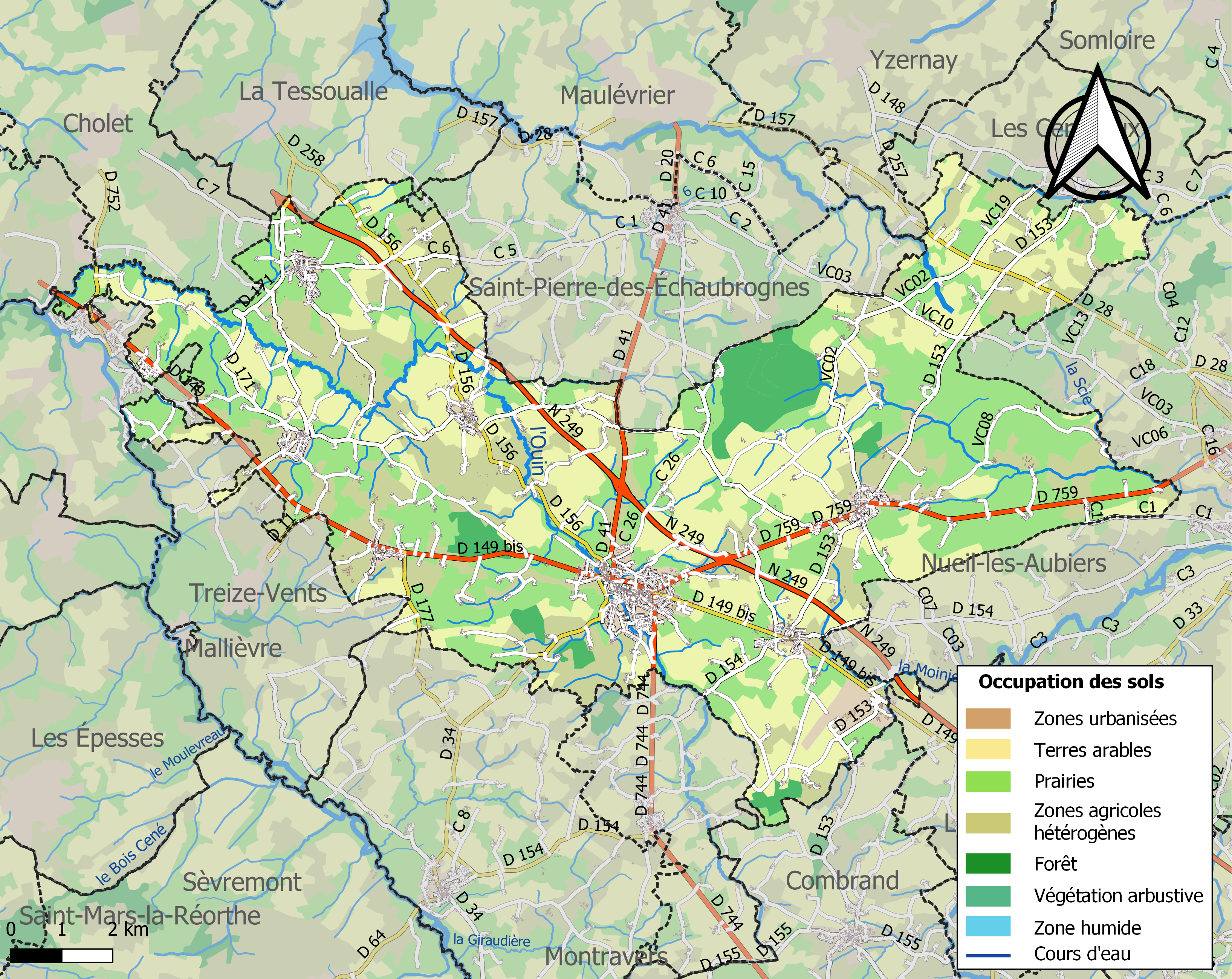
Carte des infrastructures et de l'occupation des sols de la commune en 2018 (CLC).

### Voies de communication et transports
Mauléon est desservie en autocars par le réseau Tréma (lignes 6, 102, 103, 104 et 115) et par la ligne 14 du réseau régional.

### Risques majeurs
Le territoire de la commune de Mauléon est vulnérable à différents aléas naturels : météorologiques (tempête, orage, neige, grand froid, canicule ou sécheresse), inondations, mouvements de terrains et séisme (sismicité modérée). Il est également exposé à un risque technologique, le transport de matières dangereuses, et à deux risques particuliers : le risque minier et le risque de radon. Un site publié par le BRGM permet d'évaluer simplement et rapidement les risques d'un bien localisé soit par son adresse soit par le numéro de sa parcelle.

#### Risques naturels
Certaines parties du territoire communal sont susceptibles d’être affectées par le risque d’inondation par débordement de cours d'eau, notamment la Pommeraye, la Sèvre Nantaise, l'Ouin et la Moine. La commune a été reconnue en état de catastrophe naturelle au titre des dommages causés par les inondations et coulées de boue survenues en 1982, 1983, 1984, 1993, 1995, 1998, 1999 et 2010,.
La commune est vulnérable au risque de mouvements de terrains. La commune a été reconnue en état de catastrophe naturelle au titre des dommages causés par des mouvements de terrain en 1999 et 2010.

#### Risques particuliers
Un site de l'ancienne concession minière de Mallièvre est situé sur la commune. Ce gisement a produit 5 000 tonnes d'uranium de 1958 à 1990. La commune est dès lors concernée par le risque minier, principalement lié à l’évolution des cavités souterraines laissées à l’abandon et sans entretien après l’exploitation de ces mines.
Dans plusieurs parties du territoire national, le radon, accumulé dans certains logements ou autres locaux, peut constituer une source significative d’exposition de la population aux rayonnements ionisants. Selon la classification de 2018, la commune de Mauléon est classée en zone 3, à savoir zone à potentiel radon significatif.

## Toponymie
Mauléon est une contraction de « mauvais lion », signifiant « méchant lion ».
Selon la société vexillologique de l'Ouest, une autre étymologie attestée dans un document datant de 1080 fait provenir son nom de "Castullum de Malaleone", dont l'origine peut venir de "hauteur sur l'Ouin" à partir du celtique (gaulois) "metlu" (hauteur). L'Ouin est par ailleurs la rivière qui traverse la ville. L'attraction du latin aurait fait glisser le nom vers "mauvais lion" (Malus Leo)

## Histoire
Mauléon est située sur un éperon rocheux entouré de la vallée de l'Ouin et qui s'oppose au Mont-Gaillard (Château-Gaillard) et au quartier de Saint-Jouin.

En 1080, le nom de Mauléon apparaît dans les premières chartes de l’abbaye de la Trinité.
Mauléon est un fief de la famille qui portait ce nom, au moins depuis Raoul, dit de Mauléon (1030-après 1107). Raoul est certainement un cadet de la Maison de Thouars, fils de Geoffroi II de Thouars (vicomte vers 1010/1015-1045/1055) et frère puîné d'Aimeri IV de Thouars (vicomte vers 1055-1093). On ne sait au juste comment Raoul acquit Mauléon.
- Les généalogies traditionnelles présentaient la femme d'Aimery IV de Thouars, Arégarde (ou Arengardis, Orengardis, Aurengarde), comme la fille d'un certain Geoffroy de Mauléon (ce qui suppose une première famille seigneuriale de ce nom), et comme la sœur de Raoul de Mauléon. Mais on sait aujourd'hui que Raoul de Mauléon était bien plutôt le frère d'Aimeri IV, et donc le beau-frère et non le frère d'Are(n)garde. La mère de Raoul de Mauléon et de son frère Aimery IV de Thouars, Adénor (Aénor, Aynor), est peut-être une Mauléon, sous toute réserve, pour le généalogiste et médiéviste Christian Settipani[23]. Raoul est cité le 7 décembre 1099[24] puis en 1107[25], comme l'oncle — paternel plutôt que maternel, donc — d'Arbert/Herbert II et de Geoffroy III de Thouars, les deux fils d'Aimery IV. Pour l'historien Jacques Duguet, il ne fait pas de doute que les Mauléon, ses descendants, qui reçoivent des prénoms caractéristiques de la maison de Thouars, constituent une branche cadette de cette maison[26]. Pour résumer, Mauléon est soit un fief d'origine des Thouars, soit une terre venue par un mariage (avec Adénor, par exemple, ou Arégarde ?), et Raoul de Mauléon semble bien être un membre direct de ladite famille de Thouars.

L'Ile de Ré dépendait des Mauléon., puis des Amboise de Thouars (Pierre II).
Le plus connu des sires barons de Mauléon est Savary Ier (vers 1180-1233), sénéchal du Poitou, troubadour, poète, corsaire et preneur de ville. Notamment, il s'empara de Niort en 1205 pour le compte de Jean sans Terre. Savary était l'arrière-arrière-petit-fils de Raoul (Ier ou II) de Mauléon ; époux de Belle-Assez de Pareds et Chantemerle (à Moutiers ?), fille de Guillaume, sire de Pouzauges et de Pareds. Savary est suivi de sa fille Alix de Mauléon, femme en 1239 de Guy Ier de Thouars. Au XIIIe siècle, Mauléon appartient donc aux vicomtes de Thouars, et plus tard au XVe siècle, à la Maison d'Amboise (car l'héritière Isabeau de Thouars, comtesse de Dreux, fille de Jeanne de Dreux et de Louis de Thouars, épouse en 1356 Ingelger d'Amboise), puis à leurs héritiers les La Trémoille (car Marguerite d'Amboise épouse en 1446 Louis Ier de La Trémoille).
Mauléon fut très disputée pendant les guerres de religion car c'était un lieu stratégique. En 1587, Henri de Navarre s'empare de Mauléon. Et la ville est prise six fois de suite, tantôt par les huguenots, tantôt par les catholiques. En 1642, le château (remparts, tours…) qui domine l'éperon est démantelé par Richelieu très soucieux de la réunification du pays encore trop attaché à ses traditions selon lui.
En 1713, le duc de La Trémoille et de Thouars, Charles-Bretagne, vend la baronnie au marquis de la Flocellière, Gilles de  Granges de Surgères, et Louis XIV la joint au marquisat de La Flocellière (mars 1713 ; enregistrement en février 1716). Vingt-trois ans plus tard, ce dernier revend la baronnie (contrat du 20 avril 1736) au duc Alexis II Madeleine-Rosalie de Châtillon (> branche de Porcien-Châtillon) (1690-1754 ; petit-fils du marquis Alexis Ier Henri de Châtillon), gouverneur du dauphin, fils de Louis XV (nommé le 12 novembre 1735).
- Usant de son influence à la cour, celui-ci fit ériger la baronnie en duché-pairie dès la fin d'avril 1736[30], en lui donnant son nom (sa famille prenait son origine à Châtillon-sur-Marne) : c'est ainsi que Mauléon devint pour un temps Châtillon (ou encore Châtillon-le-Château)[31], et plus tard Châtillon-sur-Sèvre, alors que la Sèvre nantaise ne passe qu'à 8 kilomètres environ.

Son fils le duc Louis-Gaucher de Châtillon (1737-1762) lui succéda en 1754 et épousa deux ans plus tard la fille unique du duc de la Vallière Louis-César, mais il mourut prématurément (de la variole, à vingt-cinq ans) en laissant deux filles survivantes. Tandis que l'aînée, Amable-Emilie de Châtillon, héritait du duché de la Vallière, la cadette, Louise-Emmanuelle de Châtillon (1763-1814, née posthume, et morte en Russie sans postérité survivante), épousa en 1781 un lointain descendant des Thouars et des Mauléon, Charles-Bretagne-Marie de La Trémoille (1764-1839).
En 1793, la ville de Châtillon-sur-Sèvre, devient la capitale de la Vendée militaire, et ce durant la période des guerres de Vendée (1793-1796)[réf. nécessaire].
Le 15 février 1965, les communes de Saint-Jouin-sous-Châtillon et de Châtillon-sur-Sèvre se réunissent et deviennent une seule et même commune sous l'ancien vocable de Mauléon. Par arrêté préfectoral du 21 novembre 1972 prenant effet au 1er janvier 1973, Saint-Amand-sur-Sèvre, La Chapelle-Largeau, Loublande, Moulins, Rorthais, Saint-Aubin-de-Baubigné et Le Temple fusionnent avec la commune de Mauléon. Saint-Amand-sur-Sèvre redevient indépendante le 1er janvier 1992 (arrêté préfectoral du 16 décembre 1991).

## Politique et administration

### Liste des maires
| Période   | Période   | Identité              | Étiquette       | Qualité |
| --------- | --------- | --------------------- | --------------- | --- |
| mars 1965 | mars 1989 | Louis Fruchard        | CD puis UDF-CDS | Médecin des Hôpitaux de Paris Ancien maire de Saint-Jouin-sous-Châtillon Conseiller général du canton de Mauléon (1964 → 1988) Président du conseil régional de Poitou-Charentes (1986 → 1988) |
| mars 1989 | mars 2001 | Louis-Marie Marolleau | DVD             | Principal de collège retraité Conseiller général du canton de Mauléon (1994 → 2008) |
| mars 2001 | mars 2014 | Daniel Amiot          | UMP             | Retraité Conseiller général du canton de Mauléon (2008 → 2009) Président de la CC Delta-Sèvre-Argent [Quand ?] Président de la CA du Bocage Bressuirais (janvier → avril 2014)                 |
| mars 2014 | En cours  | Pierre-Yves Marolleau | DVD             | Professeur de collège Président de la CA du Bocage Bressuirais (2020 →) Réélu pour le mandat 2020-2026                                                                                         |

### Politique environnementale
Dans son palmarès 2024, le Conseil national de villes et villages fleuris de France a attribué trois fleurs à la commune.

### Jumelages
- Kirkel (Allemagne).

## Population et société

### Démographie
En 1965, Châtillon-sur-Sèvre prend le nom de Mauléon à la suite de sa fusion avec Saint-Jouin-sous-Châtillon.
En 1973, sept communes s'associent avec Mauléon : La Chapelle-Largeau, Loublande, Moulins, Rorthais, Saint-Aubin-de-Baubigné, Le Temple, et Saint-Amand-sur-Sèvre. Cette dernière reprend son indépendance en 1992.
Les évolutions démographiques de ces communes figurent sur leurs articles respectifs.

#### Démographie de Châtillon-sur-Sèvre, puis de Mauléon
L'évolution du nombre d'habitants est connue à travers les recensements de la population effectués dans la commune depuis 1793. Pour les communes de moins de 10 000 habitants, une enquête de recensement portant sur toute la population est réalisée tous les cinq ans, les populations de référence des années intermédiaires étant quant à elles estimées par interpolation ou extrapolation. Pour la commune, le premier recensement exhaustif entrant dans le cadre du nouveau dispositif a été réalisé en 2007.

En 2022, la commune comptait 8 585 habitants, en évolution de +1,01 % par rapport à 2016 (Deux-Sèvres : +0,18 %, France hors Mayotte : +2,11 %).
| 1793 | 1806 | 1821 | 1831 | 1836  | 1841  | 1846  | 1851  | 1856  |
| ---- | ---- | ---- | ---- | ----- | ----- | ----- | ----- | ----- |
| 900  | 568  | 773  | 935  | 1 060 | 1 170 | 1 256 | 1 415 | 1 494 |

| 1861  | 1866  | 1872  | 1876  | 1881  | 1886  | 1891  | 1896  | 1901  |
| ----- | ----- | ----- | ----- | ----- | ----- | ----- | ----- | ----- |
| 1 460 | 1 537 | 1 356 | 1 379 | 1 473 | 1 336 | 1 447 | 1 517 | 1 342 |

| 1906  | 1911  | 1921  | 1926  | 1931  | 1936  | 1946  | 1954  | 1962  |
| ----- | ----- | ----- | ----- | ----- | ----- | ----- | ----- | ----- |
| 1 317 | 1 342 | 1 269 | 1 305 | 1 325 | 1 350 | 1 295 | 1 300 | 1 254 |

| 1968  | 1975  | 1982  | 1990  | 1999  | 2006  | 2007  | 2012  | 2017  |
| ----- | ----- | ----- | ----- | ----- | ----- | ----- | ----- | ----- |
| 2 660 | 8 196 | 8 445 | 8 779 | 7 327 | 7 824 | 7 885 | 8 354 | 8 519 |

| 2022  | - | - | - | - | - | - | - | - |
| ----- | - | - | - | - | - | - | - | - |
| 8 585 | - | - | - | - | - | - | - | - |

La hausse sensible de population entre 1962 et 1968 résulte de la fusion des communes de Châtillon-sur-Sèvre et Saint-Jouin-sous-Châtillon et celle entre 1968 et 1975, de la fusion des communes de Saint-Amand-sur-Sèvre, La Chapelle-Largeau, Loublande, Moulins, Rorthais, Saint-Aubin-de-Baubigné et Le Temple avec la commune de Mauléon en 1973. La baisse de la population entre 1990 et 1999 s'explique, quant à elle, principalement par le rétablissement de la commune de Saint-Amand-sur-Sèvre, qui s'est détachée de celle de Mauléon en 1992. Depuis 1999, la population de Mauléon est en nette augmentation.

## Économie

### Grandes entreprises
La commune abrite le siège social de 7 grandes entreprises réalisant plus de 10 millions d'euros de chiffre d'affaires.

### Revenus et fiscalité
Le niveau de vie médian de la commune se chiffre à 17 622 € annuels, un chiffre moins élevé (-12,27 %) que le revenu médian national (19 785 €).
Le taux de pauvreté (10,1 %) est plus bas que le taux de pauvreté français (13,9 %).
47,7 % des foyers fiscaux de la commune sont non imposables.

### Territoires zéro chômeur de longue durée
Le Grand Mauléon est un des territoires sélectionnés pour la première phase de l'expérimentation Territoires zéro chômeur de longue durée (TZCLD).
Dans ce cadre est créée en janvier 2017 l'association « Entreprise solidaire d'initiatives et d'actions Mauléonnaise » (ESIAM). En 2022, elle emploie 84 personnes pour 5 secteurs d'activité, orientés sur le recyclage du bois et des tissus, ainsi que le renfort aux associations locales.

## Culture locale et patrimoine

### Lieux et monuments
- Église Saint-Jouin de Mauléon. L'édifice a été inscrit au titre des monuments historiques en 1986[43].
- Manoir de Saint-Jouin[44]
- Église Saint-Aubin de Saint-Aubin-de-Baubigné.
- Église Saint-Hilaire de Rorthais.
- Église Notre-Dame de La Chapelle-Largeau.
- Église Notre-Dame de Moulins.
- Église Saint-André de Loublande.
- Église Saint-Sauveur du Temple.

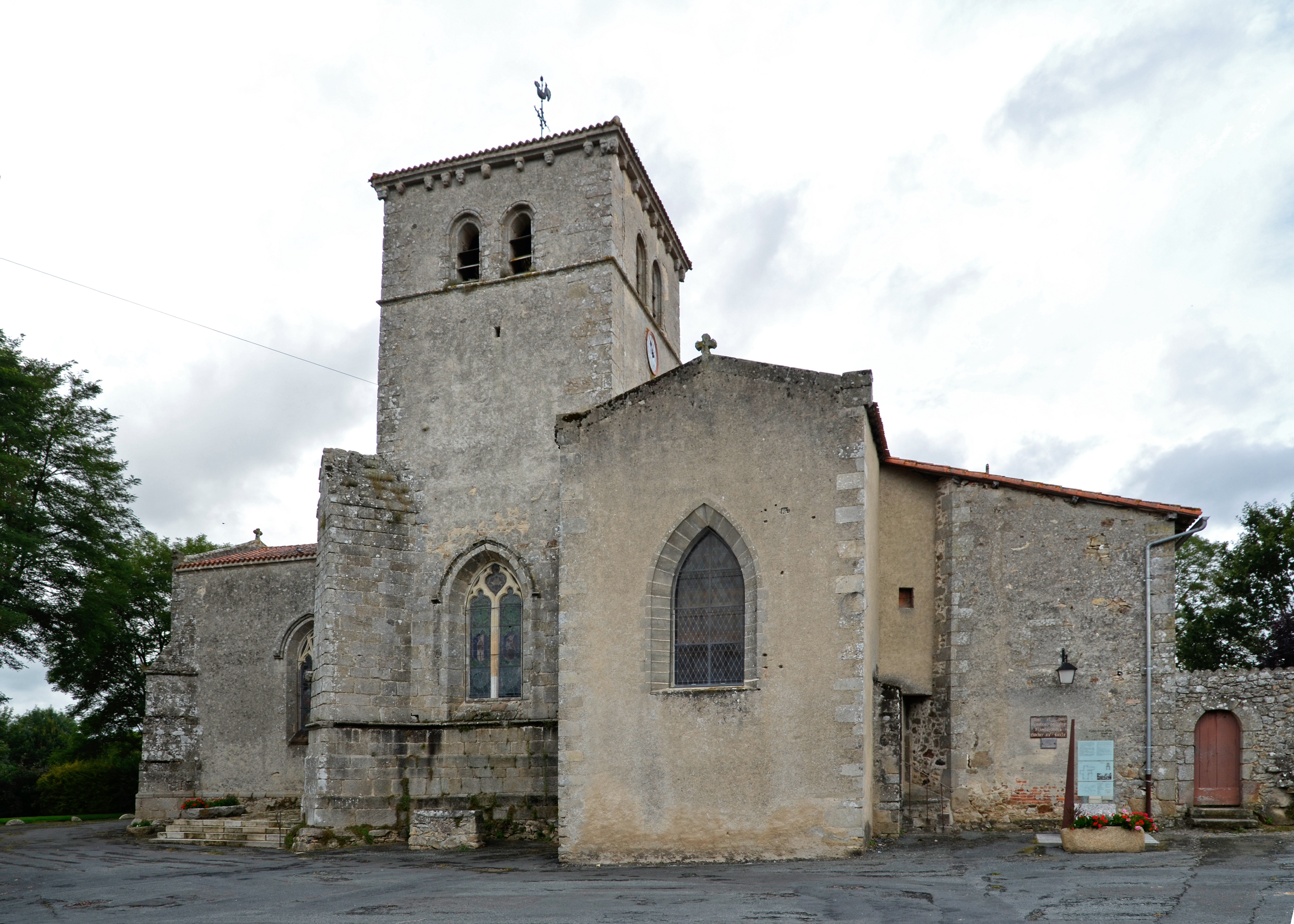
Église Saint-Jouin de Mauléon.
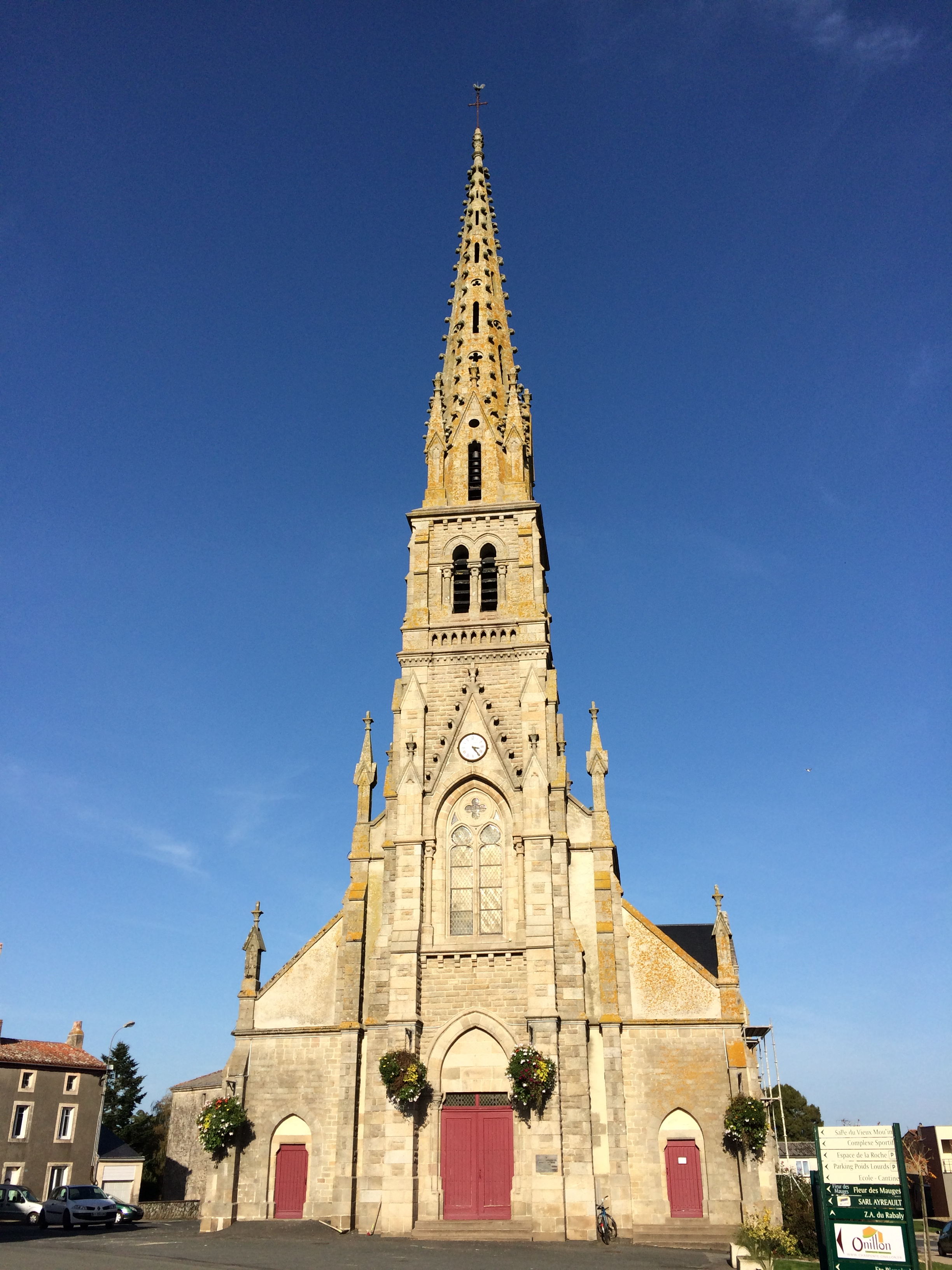
Église Saint-Aubin de Saint-Aubin-de-Baubigné.
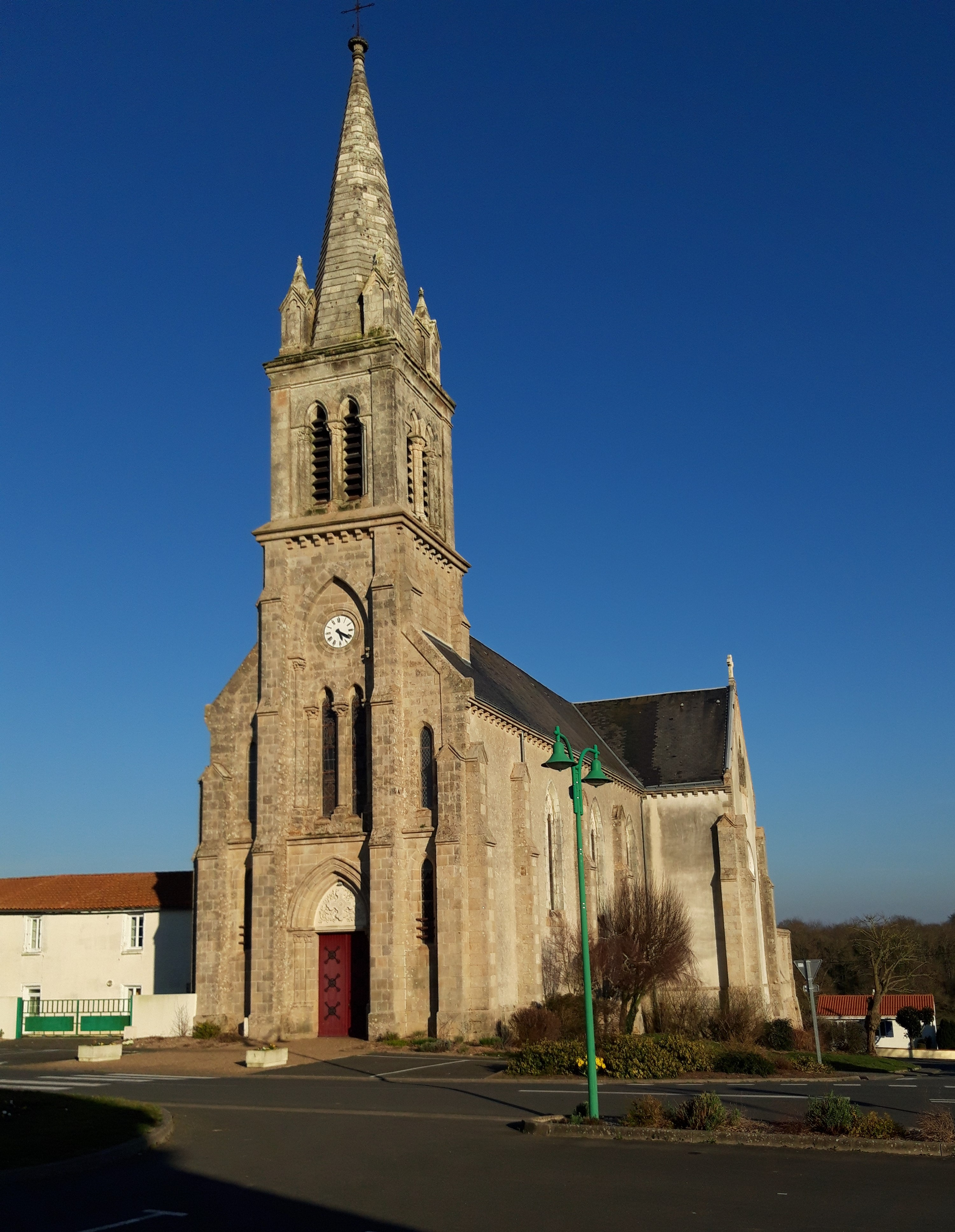
Église Notre-Dame de La Chapelle-Largeau.

- Polissoir de la Marotte classé au titre des monuments historiques en 1945[45].
- Château de la Coudraie-Noyer, classé au titre des monuments historiques en 1943.
- Château de Mauléon, classé au titre des monuments historiques en 1995[46].
- Château de la Durbelière
- Château de la Blandinière

#### L’abbaye de la Sainte-Trinité
Fondée vers la fin du XIe siècle, l’abbaye de la Trinité de Mauléon de l'ordre de saint Augustin devient rapidement le principal centre religieux de la contrée. Les moines réguliers vont s'installer dans l’abbaye jusqu'en 1540. Ensuite les moines commendataires prennent la relève. Les guerres de Religion précipitent son déclin et elle est pillée plusieurs fois à la fin du XVIe siècle.
En 1660 l'abbaye de la Trinité entre dans la congrégation de France des Génovéfains dont le siège se trouvait à l’abbaye de Sainte-Geneviève à Paris. Elle est partiellement restaurée par les frères cardinaux d'Escoubleau de Sourdis au XVIIe siècle. Finalement, c'est au milieu du XVIIIe siècle que l'on reconstruit entièrement l'abbaye de la Trinité sur un plan en « fer à cheval » dont la façade mesure plus de 65 mètres de long. Ruinée pendant la Révolution, l'abbaye de la Trinité n’est pas épargnée par les guerres de Vendée.
L'histoire de l'abbaye s'arrête en 1806 avec son dernier prieur. Vendue comme bien national en 1803, elle est rachetée en 1813 par la commune de Châtillon-sur-Sèvre pour y installer ses administrations : hôtel de ville, palais de justice, gendarmerie et asile pour enfants. Dans l'aile ouest du bâtiment, les sœurs de la Sagesse qui s'occupent de l'asile, font élever une chapelle de style néo-gothique. Aujourd'hui encore, l'ancienne abbaye abrite l'hôtel de ville. À la place de la gendarmerie se trouve la poste et à la place de l'asile pour enfant, le musée du BRHAM (Bureau de recherches historiques et archéologique du Mauléonnais).
L'abbaye de la Trinité, construite dans la pierre locale, le granit, est de style néo-classique. Le premier niveau est percé de grandes baies éclairant un grand couloir qui autrefois servait de corridor qui rappelle le cloître. Le second niveau possède aussi de belles fenêtres encadrées de pierres de taille en saillie. Un joli balcon en fer forgé décore l'entrée principale et l'on peut encore apercevoir le blason du duc de Châtillon surmonté de la couronne ducale et du collier de l'ordre du Saint-Esprit.

#### L'église de la Sainte-Trinité
Fondée au XIIe siècle, l'église de la Trinité est également ruinée par les guerres de Religion au XVIe siècle et incendiée pendant la guerre de Vendée.
En 1793, d’Elbée est élu généralissime des Insurgés dans l'église de la Trinité.
Elle est agrandie au XIXe siècle de trois travées et restaurée. L'église de la Sainte-Trinité possède une façade harmonieuse qui date de 1854 (restaurations). Son ancien portail roman a été réutilisé comme porte d'entrée du presbytère.
La nef est un vaste volume scandé de piliers rectangulaires. Son abside a des pans coupés revêtus de boiseries réalisés en 1835 sur le modèle des stalles de la cathédrale d'Angers.
L'église a connu un autre événement historique : à la suite de la loi de décembre 1905 sur la séparation des Églises et de l'État, le 14 février 1906, une altercation entre les gendarmes de Cholet qui viennent faire l'inventaire et les Châtillonnais éclate. Des traces sur les portes de l'église en témoignent encore et montrent les « blessures » des catholiques.
Depuis le début de l'année 2006, l'église de la Trinité subit un grand chantier de restauration : voûtes, charpentes, murs.

#### Le presbytère
Fondé au XVIIe siècle par les génovéfains sur la demande du cardinal d'Escoubleau de Sourdis, le presbytère de style classique est un beau monument. Les frères d'Escoubleau de Sourdis ont par la même occasion remis de l'ordre dans la vie des moines qui à cette époque semblaient bien apprécier les tavernes et les auberges.
La façade du presbytère est découpée en trois niveaux de hauteur inégale, séparés par des bandeaux de pierres de granit en saillies. Les larges fenêtres au rez-de-chaussée, entourées d'un imposant chaînage de granit contribuent, avec la porte d'entrée, à donner un aspect austère et cossu. La date « 1840 », est inscrite sur le fronton triangulaire au-dessus de la porte principale pour indiquer l'année où ce monument est redevenu l'actuel presbytère.
Henri d'Escoubleau de Sourdis était l'évêque de Maillezais et de Mauléon. Il devient archevêque de Bordeaux et avec son frère François, ils entreprennent de grandes réparations de l'église et de l'abbaye de la Trinité de Mauléon. De plus, étant le cousin germain de Gabrielle d'Estrées (la favorite du roi), il est très proche d'Henri IV.

#### La fontaine de la Bachelette
Installée au printemps en 1994 et inaugurée le 21 juin 1994 pour la fête de la musique, la fontaine est une œuvre contemporaine de l'artiste Crespin Guest de Nogent-sur-Marne.
Trois colonnes rectangulaires sont surmontées de trois personnages masculins, nus, qui semblent danser. Seul le personnage central porte sur ces épaules un mouton. Cette scène rappelle la fête de la bachelette qui existait bien avant l'époque médiévale et qui avait lieu dès le dernier vendredi du mois d'avril et qui durait plusieurs jours. Les jeunes gens célibataires ou futurs mariés, étaient mis à l'honneur d'où le nom de bachelette qui vient de bachelier autrement dit « bas-chevalier » (jeune chevalier). Des jeux et des danses étaient organisés. L'une des attractions principales était réservée aux jeunes hommes qui faisaient tournoyer un mouton au-dessus de leurs têtes après l'avoir bien nourri et bien saoulé.

### Personnalités liées à la commune
- Henri de La Rochejaquelein héros des guerres de Vendée à la Révolution française, il fut l'un des chefs les plus emblématiques de l'Armée royale et catholique. Il mourut au combat. Sa dépouille est inhumée en l'église de Saint-Aubin-de-Baubigné.
- Savary Ier de Mauléon.
- Henri d'Escoubleau de Sourdis.
- François d'Escoubleau de Sourdis.
- Henry Savary de Beauregard.
- Louis Fruchard.
- Joël Robuchon.

### Héraldique
| Blason | Blasonnement : De gueules au lion d'or, à la bordure d'azur chargée de huit besants d'or. |